# Länsförsäkringar Fastighetsförmedling
Länsförsäkringar Fastighetsförmedling är ett svenskt mäklarföretag. Företaget förmedlar främst bostäder - villor, bostadsrätter och fritidshus men även lantbruksfastigheter.